# Friedrich Günther Beyer
Friedrich Günther Beyer (* 25. Februar 1768 in Arnstadt; † 14. Februar 1832 in Eisenach) war ein deutscher Kommunalpolitiker und bis 1832 Bürgermeister der Stadt Eisenach.

## Leben
Der in Arnstadt als Sohn des Schwarzburgischen Amtmannes Wilhelm Ernst Beyer geborene Knabe absolvierte in seiner Geburtsstadt die Schulausbildung und nahm 1787 an der Jenaer Universität das Jurastudium auf. Eine berufliche Laufbahn als Jurist begann in der Landgemeinde Lauchröden bei Eisenach, wo er ab 1793 als Fürstlich Sächsischer Hofadvokat und Gerichtsdirektor in Erscheinung trat. Mit 32 Jahren verheiratete er sich mit der aus einer angesehenen und begüterten Eisenacher Familie stammenden Auguste Charlotte Christiane Appelius (22. Februar 1772 – 1847), einer Großtante des nachmaligen Landtagspräsidenten Julius Appelius.
Mit der Heirat übersiedelte er in die Stadt Eisenach, wo er ab 1798 als Ratsherr und Kämmerer der Stadt diente. Beyer wurde 1804 zum Rat ernannt. Als 1813 die neue Stadtordnung in Sachsen-Weimar-Eisenach eingeführt wird, war Beyer der erste Eisenacher Bürgermeister, der nach diesen neuen Rechtsgrundsätzen regierte. In seiner Amtszeit wurde der Eisenacher Landesteil als Nebenresidenz von einem Kanzler und Regierungsbehörden verwaltet.
Beyer erwarb sich besondere Verdienste während der so genannten Franzosenzeit – die Stadt unterstand von 1806 bis 1813 formell einem französischen Stadtkommandanten, der die militärische und polizeiliche Gewalt ausübte, während die zivilen Angelegenheiten vom Stadtrat beziehungsweise der herzoglichen Beamtenschaft zu verantworten waren. Diese trotz Bündnisvertrages als Fremdherrschaft empfundene Phase war von Truppendurchmärschen und Steuerlast, später auch Epidemien und Lebensmittelmangel geprägt. Beyer solidarisierte sich mit den Einwohnern, als das Ende der napoleonischen Herrschaft mit der Völkerschlacht bei Leipzig greifbar nahe schien. Er bat um Spenden in der Bürgerschaft, um möglichst viele Kriegsfreiwillige ausrüsten zu können. Für seine Verdienste während der Besatzungszeit wurde er 1822 zum Hofrat ernannt.
Beyer verstarb hochgeachtet am 14. Februar 1832 in Eisenach. Sein Grabstein auf dem Gelände des Alten Friedhofs bei der Kreuzkirche blieb erhalten.